# Euxoa canariensis
Euxoa canariensis là một loài bướm đêm thuộc họ Noctuidae. Nó được tìm thấy ở quần đảo Canaria throughout the arid và semi-arid areas của Bắc Phi to Arabia, Israel, Jordan, Iran và Afghanistan.
Con trưởng thành bay vào tháng 3 đến tháng 5. Có một lứa một năm.

## Phụ loài
- Euxoa canariensis canariensis
- Euxoa canariensis mauretanica (North Africa)
- Euxoa canariensis diamondi (Israel)